# Soleil du soir
Albums de Dick Annegarn
Soleilman
(2007) Folk Talk
(2011)
Soleil du soir est un album de Dick Annegarn sorti en novembre 2008.
Il y est accompagné par Freddy Koella sur toutes les pistes, à la guitare dobro ou à d'autres instruments, lui-même s'accompagnant sur une guitare acoustique vintage nouvellement acquise, ce qui donne au disque un son bien caractéristique.
Il y signe toutes les chansons et toutes sont inédites sauf le Blues de Londres qui avait déjà été enregistrée en public en 1979 pour le disque Ferraillages.

## Liste des titres
| No  | Titre                    | Durée |
| --- | ------------------------ | ----- |
| 1.  | D'abord un verre         |       |
| 2.  | Jacques                  |       |
| 3.  | Quelle poule pond tant ? |       |
| 4.  | Dernier village          |       |
| 5.  | Soleil du soir           |       |
| 6.  | Bluesabelle              |       |
| 7.  | Sans famille             |       |
| 8.  | Blues de Londres         |       |
| 9.  | Théo                     |       |
| 10. | Soldat                   |       |
| 11. | Décadons                 |       |

## Musiciens
- Dick Annegarn : guitare acoustique
- Freddy Koella : guitares, violon, mandoline, banjo, etc.
- Yael Naïm : piano
- Laurent David : basse
- Xavier Tribolet : batterie, organ B3
- David Donatien : percussions
- Vincent Frèrebeau : percussions
- Katia Bourreau : cor
- Orchestre à cordes arrangé par Joseph Racaille

- Réalisation et direction artistique : Vincent Frèrebeau